# 式秀部屋
式秀部屋（日语：／ Yamahibiki-Beya），是从属于日本相撲協會出羽海一門的相扑部屋，前身为北之湖部屋。现任师匠为山响謙司。